# The Weather Channel
The Weather Channel (en español: El Canal del Tiempo) es una cadena estadounidense de pronósticos del tiempo.

## Historia
En 1981, John Coleman, que mostraba el pronóstico del tiempo en el programa Good Morning America en la American Broadcasting Company, decidió crear su propio canal para pronósticos del tiempo. Después de decir su idea al dueño de Landmark Communications, Frank Batten consiguió realizar este sueño, lanzando el canal al año siguiente, para el público estadounidense. Desde aquella fecha el canal fue creciendo y cambiando la programación, así como los eslóganes y logos. Diversas versiones fueran sido creadas en el mundo, como la australiana, allá de los canales The Weather Network y MétéoMédia, ambos de Canadá, donde el canal tiene 30 % de las acciones. También fue creada una versión latinoamericana, la primera etapa fue estrenada en 1996 y finalizó en 2002, la versión regresa en 2 de mayo de 2022.

## Local on the 8s (Local en los 8s)
Antes conocido solamente por el nombre de "Weather Forecast" (Pronóstico Local), el Local on the 8s es un bloque donde se utilizan las tecnologías WeatherStar para mostrar computadorizadamente el pronóstico del tiempo para regiones locales cada diez minutos comenzando a los ocho minutos de cada hora. Desde el año 1996, el bloque tiene el nombre actual de Local on the 8s.